# 신지역 거주
신지역 거주(neolocal residence) 또는 새 위치 거주는 신혼 부부가 남편의 시가와 아내의 친정 모두와 별도로 거주하는 일종의 혼인 후 거주이다. 신지역 거주는 대부분 선진국, 특히 서구의 기반을 형성하며 일부 유목민 사회에서도 발견된다.

## 같이 보기
- 부계 거주
- 모계 거주
- 세대 (법률)